# امبتوماینتی (بخش)
امبتوماینتی (به لاتین: Ambatomainty) یک بخش‌های ماداگاسکار در ماداگاسکار است که در ملاکی (ماداگاسکار) واقع شده‌است.